# Gloria E. Barboza
Gloria Estela Barboza (n. 1958) es una botánica y taxónoma argentina. Es investigadora en el Instituto Multidisciplinario de Biología Vegetal (CONICET-UNC) y profesora en la Facultad de Ciencias Químicas de la Universidad Nacional de Córdoba. Es miembro de la comisión del Jardín Botánico de Nueva York.
En 2006 ha sido coeditora del texto Flora medicinal de la provincia de Córdoba (Argentina): pteridófitas y antófitas silvestres o naturalizadas, con Juan José Cantero y César O. Nuñez. 1.ª ed. Córdoba: Museo Botánico Córdoba, xii, 1252 pp.;que venía preparándose desde 1961.

## Obra
Su área de interés en investigación es la de los estudios sistemáticos y moleculares en solanáceas sudamericanas, con especial referencia a los géneros Solanum y Capsicum.

### Algunas publicaciones
- Bonzani, N.E.; E.M. Filippa; G.E. Barboza.1997. Particularidades epidérmicas en algunas especies de Verbenaceae. An.Inst.Biol., serie Botánica, vol. 68, N.º 2, 1997
- Hunziker, A.T.; G.E. Barboza. 1998. Estudios sobre Solanaceae XLV. Sobre la presencia de Exodeconus en Argentina y una novedad en Capsicum baccatum. Kurtziana 26, p. 23
- Gutiérrez, A., M.J. Nores, G. Panzetta-Dutari, E.A. Moscone & G.E. Barboza. 2004. Estudio taxonómico, citogenético y molecular en especies sudamericanas de Solanum sección Pseudocapsicum (Solanaceae). Rev.Soc.Arg.Gen., Suppl. 16: 79
- Jaime, G.S.; G.E. Barboza; M.A. Vattuone. 2006. Comparative Pharmacobotanic Study of Argentinean Aristolochias. Molecular Medicinal Chemistry. Vol 10 mayo-agosto de 2006 pp. 1-49. ISSN 1666-888X
- Gutiérrez, A.; G.E. Barboza & L. Mentz. 2006. Solanum delicatulum (Solanaceae): new record from Argentina and Paraguay and its synonymy. Darwiniana 44 (2): 508-513
- Jaime, G.S.; G.E. Barboza; M.A. Vattuone. 2006. Comparative Pharmacobotanic Study of Argentinean Aristolochias. Molecular Med.Chem. Vol. 10, mayo-ago 2006. ISSN 1666-888X Texto en línea
- Barboza, G. E., J. J. Cantero, C. O. Núñez, L. Ariza Espinar (eds.) 2006. Flora medicinal de la Provincia de Córdoba. Pteridófitas y Antófitas silvestres o naturalizadas. pp. 1-1265. Museo Botánico, Córdoba, Argentina
- Barboza, G. E., J. J. Cantero, C. O. Núñez, A. Pacciaroni, L. Ariza Espinar. 2009. Medicinal plants: a general review and a phytochemical and ethnopharmacological screening of the native Argentine Flora. Kurtziana 34: 7-365
- Giorgis, M. A., A. M. Cingolani, F. Chiarini, J. Chiapella, G. Barboza, L. Ariza Espinar, R. Morero, D. Gurvich, P. Tecco, R. Subils & M. Cabido. 2011. Composición florística del Bosque Chaqueño Serrano de la provincia de Córdoba, Argentina. Kurtziana 36: 9-43.
- Matesevach, M. & G. Barboza. 2001. Novedades en Solanum subgen. Leptostemonum sect. Torva (Solanaceae) de Argentina. Kurtziana 29 (1): 88-98. ISSN. 0075-7314.
- Matesevach, M. & G. Barboza. 2005. Solanum sect. Petota. En Flora Fanerogámica Argentina, fasc. 87: 1-38. Proflora-CONICET. ISSN: 0328-3453. Editorial Museo Botánico. Córdoba. Argentina.
- Carrizo García, C., M. Matesevach & G. E. Barboza. 2008. Features related to anther opening in Solanum species (Solanaceae). Bot. J. Linn. Soc. 158: 344–354. ISSN (impreso): 0024-4074. ISSN (electrónico): 1095-8339.
- Barboza, G. E., M. Matesevach & L. Mentz. Solanaceae (excepto Petunia y Calibrachoa). 2008. En: F. O. Zuloaga, O. Morrone & M. J. Belgrano (eds.). Catálogo de las Plantas Vasculares del Cono Sur (Argentina, Sur de Brasil, Chile, Paraguay y Uruguay). Vol. 3. Monogr. Syst. Bot. 107: 2962-3056. ISBN: 978-1-930723-70-2.
- Matesevach, M., G. E. Barboza, D. M. Spooner, A. Clausen & I. E. Peralta. 2008. Solanum, sect. Petota. En: F. O. Zuloaga, O. Morrone & M. J. Belgrano (eds.). Catálogo de las Plantas Vasculares del Cono Sur (Argentina, Sur de Brasil, Chile, Paraguay y Uruguay). Monogr. Syst. Bot. 107. ISBN: 978-1-930723-70-2.
- Novara, L. J., G. E. Barboza, G. Bernardello, A. A. Cocucci & M. Matesevach. 2010. Flora del Valle de Lerma: Solanaceae A.L. Juss. En: Aportes Botánicos de Salta, ser. Flora 10 (3): 1-194.
- Matesevach Becerra, M. & G. E. Barboza. 2013. Dunalia. En: G. E. Barboza (coord.), Solanaceae, Flora Argentina 13: 136-137. ISBN: 978-987-28700-0-3. Editorial IBODA-IMBIV, CONICET.
- Matesevach Becerra, M. & G. E. Barboza. 2013. Eriolarynx. En: G. E. Barboza (coord.), Solanaceae, Flora Argentina 13: 138-139. ISBN: 978-987-28700-0-3. Editorial IBODA-IMBIV, CONICET.
- Matesevach Becerra, M. & G. E. Barboza. 2013. Vassobia. En: G. E. Barboza (coord.), Solanaceae, Flora Argentina 13: 148-150. ISBN: 978-987-28700-0-3. Editorial IBODA-IMBIV, CONICET.
- Barboza GE, García CC, Bianchetti LB, Romero MV, Scaldaferro M. Monograph of wild and cultivated chili peppers (Capsicum L., Solanaceae). PhytoKeys. 2022 Jun 14;200:1-423. doi: 10.3897/phytokeys.200.71667. PMID: 36762372; PMCID: PMC9881532. [5]
- La abreviatura «Barboza» se emplea para indicar a Gloria E. Barboza como autoridad en la descripción y clasificación científica de los vegetales.[6]

A junio de 2012 ha realizado 71 registros IPNI de identificaciones y nombramientos de nuevas especies, publicando habitualmente en Lorentzia, Bol. Soc. Argent. Bot. Darwiniana, Kurtziana, Syst. Bot. Sida